# Antropologia da alimentação
Antropologia da alimentação é uma área de pesquisa da antropologia. Não obstante ser parte fundamental da manutenção da vida, a alimentação só passou a ser tema da pesquisa das ciências sociais a partir do século passado (século XX).
Entre os autores clássicos da antropologia, destaca-se Claude Lévi-Strauss que, em "O Cru e o Cozido", fundamentou as pesquisas sobre o simbolismo do processo de cozimento como manifestação arquetipica da passagem da natureza para a cultura.
Na América Latina, destacam-se os estudos de história da alimentação mexicana e argentina, hoje clássicos nas bibliografias de estudos sociais do mundo inteiro. No Brasil, destacam-se os cientistas Luís Câmara Cascudo e seus estudos inaugurais sobre pratos típicos brasileiros, e Gilberto Freire e seus estudos sobre o açúcar na culinária e na economia nacionais.
A antropologia da alimentação inclui os seguintes temas principais: simbolismo da alimentação (comidas sagradas, tabus religiosos envolvidos na alimentação, comidas e cultura popular, mitos alimentares), alimentação e processos de interação social (hábitos alimentares e classes sociais, dieta e "modus vivendi", transformações da alimentação e modernidade, alimentação e etnicidade) , alimentação e saúde física (dieta e exercícios, engenharia nutricional, transgênicos e seu impacto na alimentação hodierna).